# Lepidisis caryophyllia
Lepidisis caryophyllia is een zachte koraalsoort uit de familie Isididae. De koraalsoort komt uit het geslacht Lepidisis. Lepidisis caryophyllia werd in 1883 voor het eerst wetenschappelijk beschreven door Verrill. 